# Metzeler
Die Metzeler AG ist ein deutscher Reifenhersteller mit Sitz in Breuberg (früher Memmingen und München). Bekannt ist der Name Metzeler heute vor allem als Marke für Motorradreifen und Matratzen.

## Geschichte

### 1863–1900 Gründerzeit

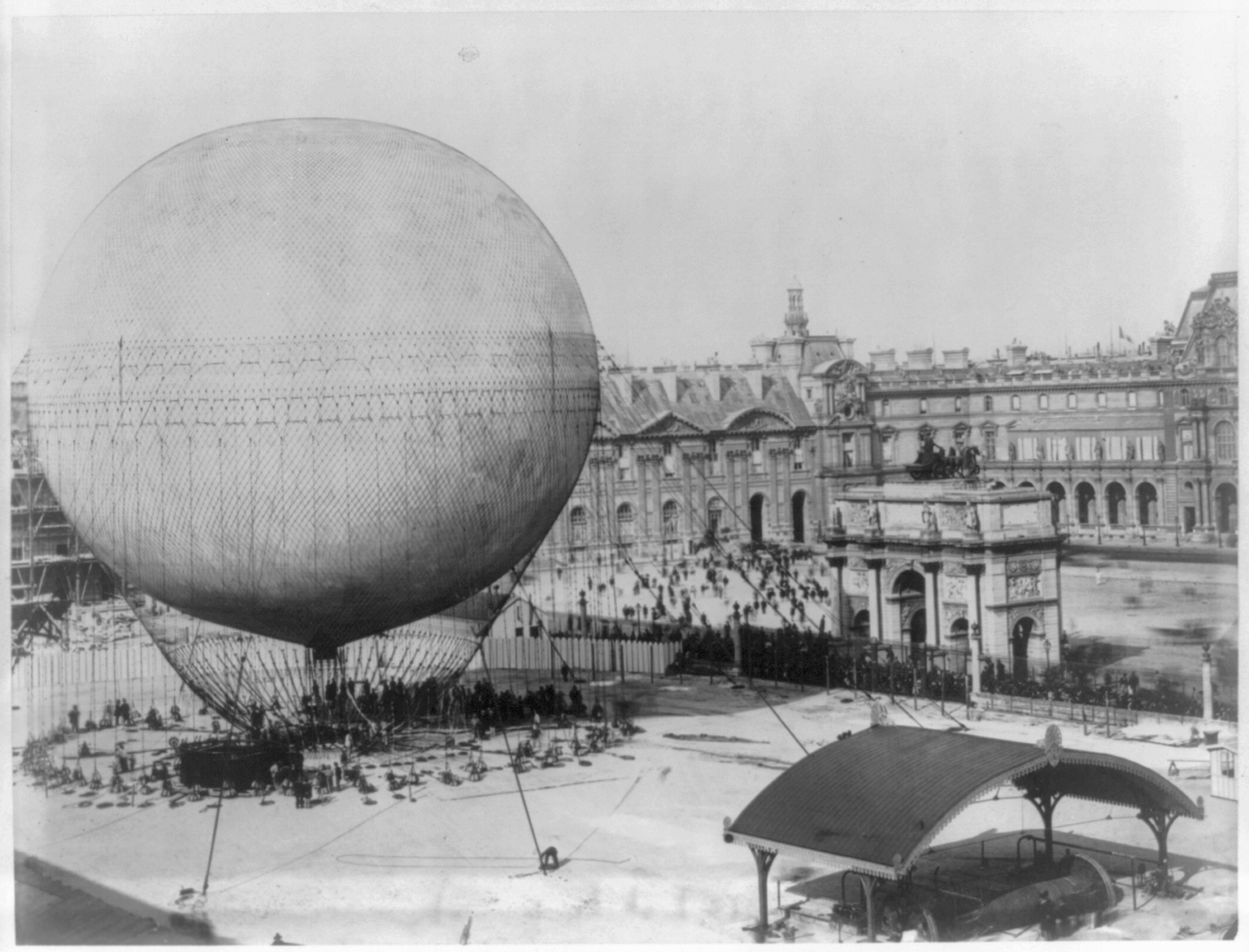
Fesselballon mit Hülle von Metzeler auf der Weltausstellung Paris 1878

1863 gründete der Kaufmann Robert Friedrich Metzeler in München ein Handelsgeschäft für Gummiwaren. Das Sortiment umfasste technische und chirurgische Artikel, Kurzwaren und Spielzeug, wetterfeste Kleidung, luft- und wasserdichte Gebrauchsgegenstände. 1871 entschied sich Metzeler, neben dem Handel auch mit der eigenen Produktion von Gummiwaren zu beginnen, und errichtete seine erste Fabrik an der Schwanthalerstraße im Münchner Westend. Schon 1874 wurde er „Königlich Bayerischer Hoffabrikant für Gummi- und Guttaperchawaren“. 1881 wurde sein Unternehmen in eine Offene Handelsgesellschaft umgewandelt, die Metzeler oHG. Bereits 1887 reichten die Kapazitäten nicht mehr aus: Ein neues Werk wurde auf dem Areal Westendstraße 131–133 errichtet, wo sich heute der Gewerbehof Westend befindet. Neue Methoden der Kautschukverarbeitung wurden entwickelt.
Mit der aufkommenden Luftfahrt erschloss sich für Metzeler ein neues Geschäftsfeld: Während die ersten Ballone noch Hüllen aus Leinwand, innen und außen mit strapazierfähigem Papier oder Seide beklebt, besaßen, entwickelte Metzeler ein luftundurchlässiges Gewebe, bestehend aus Leinwand, Musselin und vulkanisiertem Kautschuk. Anlässlich der Weltausstellung 1878 in Paris lieferte Metzeler die Hülle für den bis dato weltgrößten Fesselballon mit 36 Metern Durchmesser. Die Schaulustigen konnten darin die Aussicht auf Paris aus 500 Metern Höhe genießen.
So begann die Erfolgsgeschichte von Metzeler zwar zur Luft, fortgeschrieben wurde sie allerdings entscheidend durch die Entwicklung des Automobils, die ohne moderne Bereifung undenkbar gewesen wäre. Daher beteiligte sich Metzeler rege an der Entwicklung von Fahrrad-, Motorrad- und Autoreifen. 1892 erteilte das Eidgenössische Amt für geistiges Eigentum das Patent CH4828 mit dem Titel „Gummireif mit gewölbebogenartigem Querschnitte für Fahrräder und dergleichen“.

### 1901–1975 Aktiengesellschaft

Aktie über 1000 RM der Metzeler Gummiwerke AG vom 9. Mai 1940

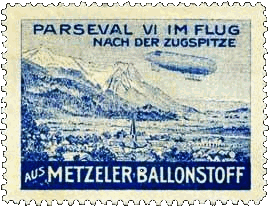
Gedenkmarke mit dem Luftschiff „Parseval VI“ (1910)

Als Sponsor unterstützte Metzeler den ADAC bei den in Eigenregie aufgestellten Ortstafeln. Erst ab 1934 übernahm der Staat diese Aufgabe.

Am 7. Mai 1901 wandelte Robert Friedrich Metzeler sein Unternehmen rückwirkend zum 1. Januar 1901 in eine Aktiengesellschaft um und wurde Mitglied des Aufsichtsrates. Die Firma hieß bis zum 10. März 1933 AG Metzeler & Co. Ab 1933 firmierte das Unternehmen unter Metzeler Gummiwerke AG und ab 1965 als Metzeler AG. 1933 wurde der erste einsatztaugliche Reifen aus dem synthetischen Kautschuk Buna produziert – ein Erfolg, der vor allem im Zusammenhang mit der damals angestrebten Autarkie gesehen werden muss.
Im Zweiten Weltkrieg wurden Zwangsarbeiter in immer größerem Umfang in der Produktion eingesetzt und Zwangsarbeiterlager betrieben.
Nach dem Zweiten Weltkrieg waren 1945 zwei Drittel des Münchner Werks zerstört. Während des Wiederaufbaus entstanden zusätzlich zum Reifensektor neue Geschäftsbereiche wie technische Kautschukartikel und Produkte für den wachsenden Freizeitmarkt. Die Palette der Gummi- und Kunststoffprodukte wurde ständig erweitert, z. B. PVC-Fußbodenbeläge, Gummischläuche, Matratzen, Felgen- und Wulstbänder, Werkstattmaterialien, Polyester-Artikel, Absätze für die Schuhindustrie, Sporttaucherartikel, Bootsbau für Sport und Freizeit, Platten und Folien aus verschiedenen Kunststoffen, Leim und Kleister etc. Zusammen mit dem Bereich Bereifung für Motorräder, Pkw und Nutzfahrzeuge entwickelte sich Metzeler in den Nachkriegsjahren so zu einem weltweit aktiven Konzern.
1972 kam es zu einer Kapitalerhöhung von 75 auf 100 Mio. DM. Die zusätzlichen 25 Mio. DM wurden von dem Chemiekonzern Bayer AG übernommen. Damit erreichte Bayer eine insgesamt 35%ige Beteiligung an der Metzeler AG.

### 1974–1987 Liquidation der Metzeler AG, Aufteilung

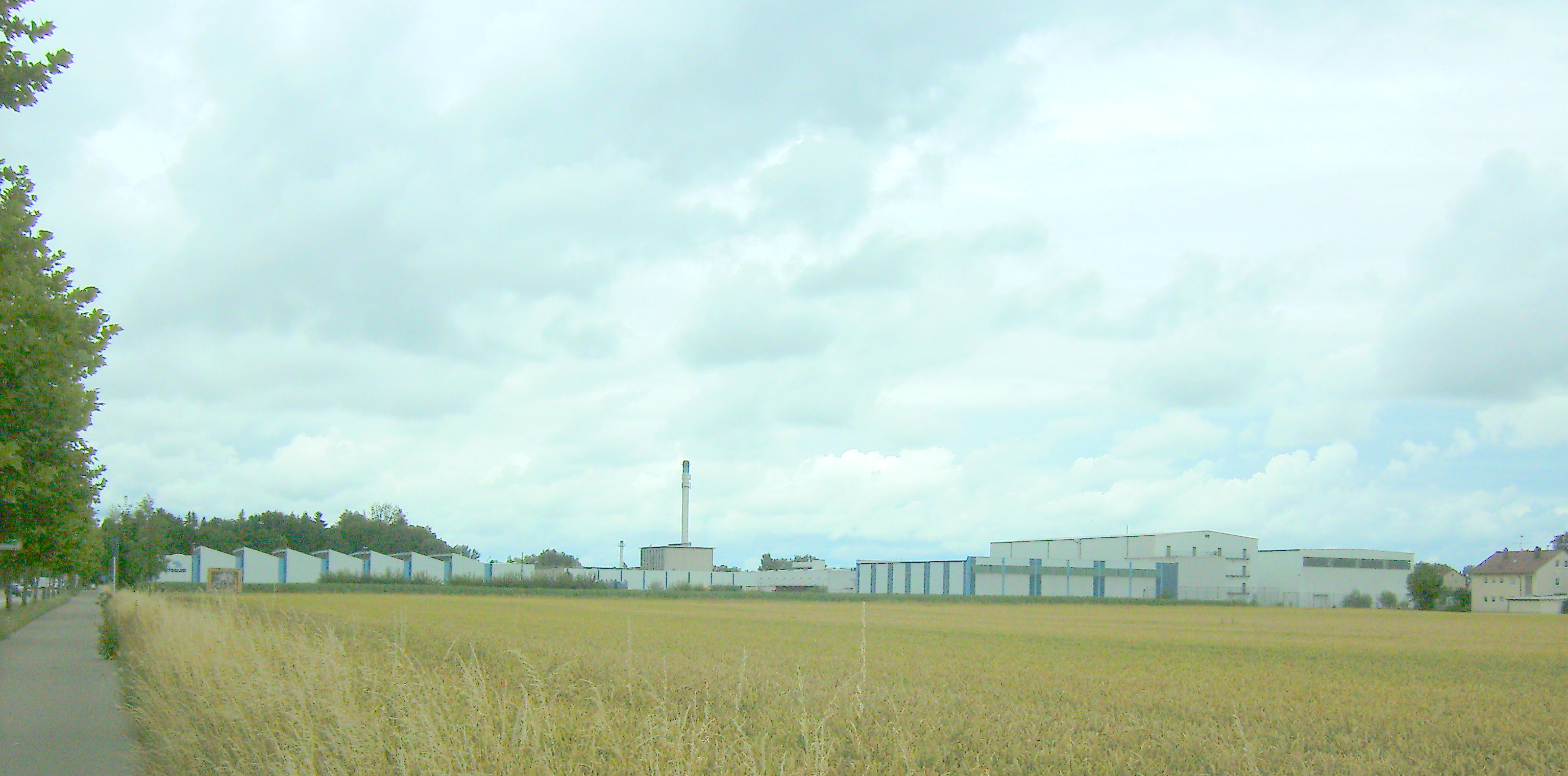
Die Metzeler Schaum GmbH in Memmingen

1974 übernahm die Bayer AG überraschend drei Gesellschaften der Metzeler-Gruppe: Metzeler Kautschuk AG in München, Metzeler Schaum GmbH in Memmingen sowie Metzeler Isobau GmbH in Bad Wildungen und Mannheim. Daraufhin kam es zu einem schweren Streit zwischen Altaktionären, der Bayer AG und dem Bundeskartellamt, der im Jahr darauf zur Auflösung der Metzeler AG führte. 1978 erfolgte aus wirtschaftlichen Gründen eine Restrukturierung mit Ausgliederung der Metzeler Automotive Profile Systems, Lindau. Die Reifenproduktion wurde auf Motorradreifen konzentriert und vom Münchner Werk ins Werk Breuberg im Odenwald verlegt. 1979 wurde die Produktion im Münchner Werk endgültig eingestellt, worauf die Stadt München das Gelände erwarb. 1986 wurde die Metzeler Kautschuk GmbH von der Pirelli-Gruppe übernommen. Die Reifenaktivitäten wurden 1987 in der Metzeler Reifen GmbH mit Sitz in Breuberg zusammengefasst.

### Metzeler-Elefant

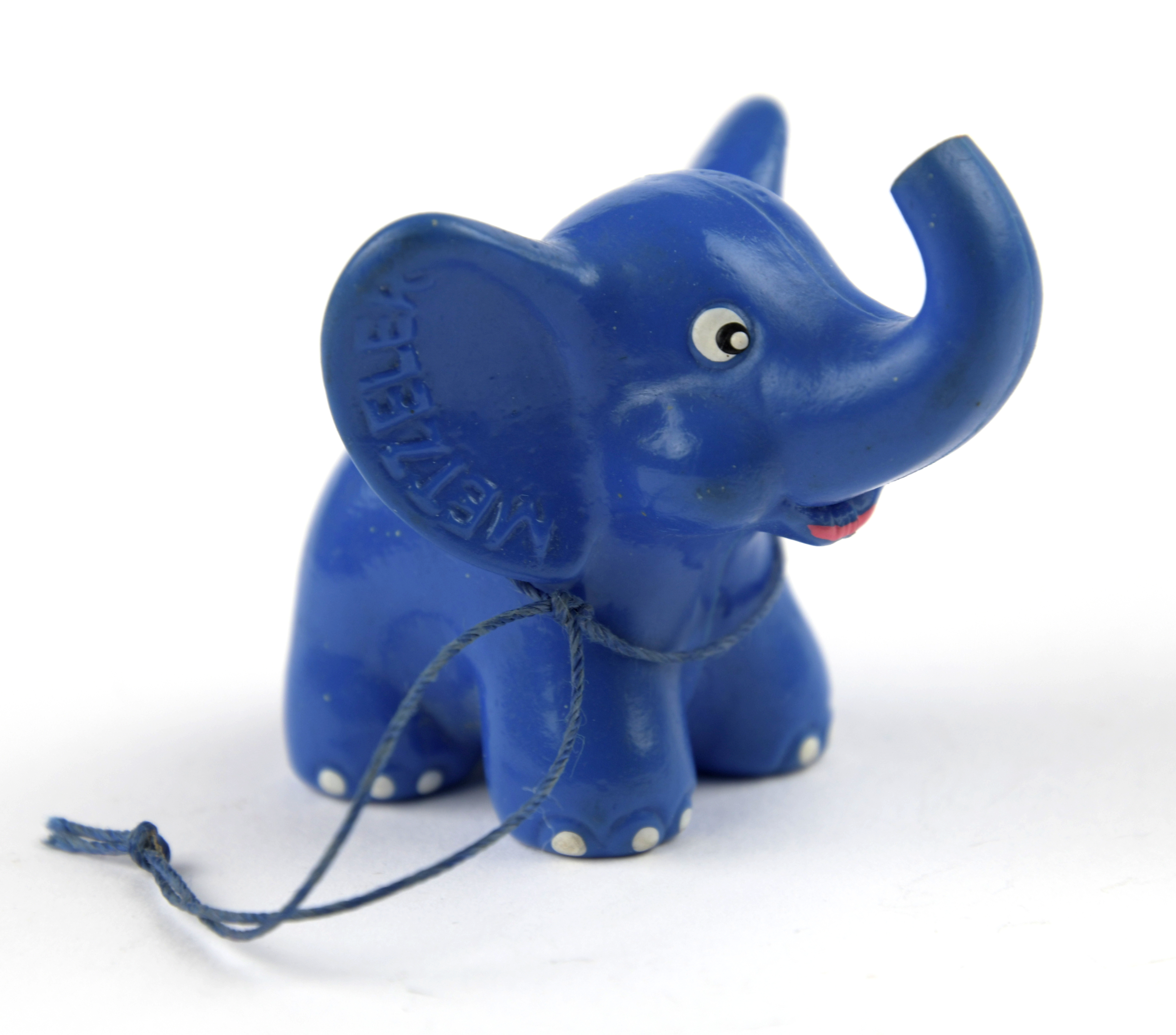
Metzeler-Elefant aus den 1990er Jahren

Die Figur eines Elefanten tauchte in der Firmengeschichte zum ersten Mal 1906 bei der Internationalen Automobilausstellung in Berlin auf: Metzeler demonstrierte dort die Qualität seiner Produkte mit Hilfe eines Elefanten, der vergeblich versuchte, einen Reifen zu zertrampeln. Am 21. August 1951 wurde eine entsprechende Bildmarke ins Markenregister des Deutschen Patent- und Markenamtes eingetragen (AZ: 30744593.3). Offenbar sollte mit dem Elefanten die Robustheit und Qualität der von Metzeler angebotenen Produkte (insbesondere Reifen) assoziiert werden. In den folgenden Jahren wurden unzählige kleine, blaue Elefanten aus Gummi als Werbegeschenk an die Kunden verteilt; zunächst waren es „Hohlfiguren“, später waren es Vollgummi-Figuren. Produziert wurden die Werbegeschenke größtenteils von der Fa. Adam Fischer, mit Ausnahme der „Schlüsselanhänger“ (produziert von der Firma Schleich) und der „Radiergummis“. Heute sind die Metzeler-Elefanten ein seltenes Sammlerobjekt.

## Betriebsstätten in München
Die Münchner Fabrik befand sich zunächst in der Schwanthalerstraße und ab den späten 1880er Jahren in der Westendstraße 131–133. Dort produzierte Metzeler noch bis 1979.
Auf dem westlichen Teil des ehemaligen Werksgeländes in München baute die Wohnungsgenossenschaft München West e.G. etwa 100 Wohnungen. Auf dem östlichen Teilbereich wurde 1982 gemäß einem Beschluss des Stadtrates ein Gewerbehof errichtet.

## Metzeler heute

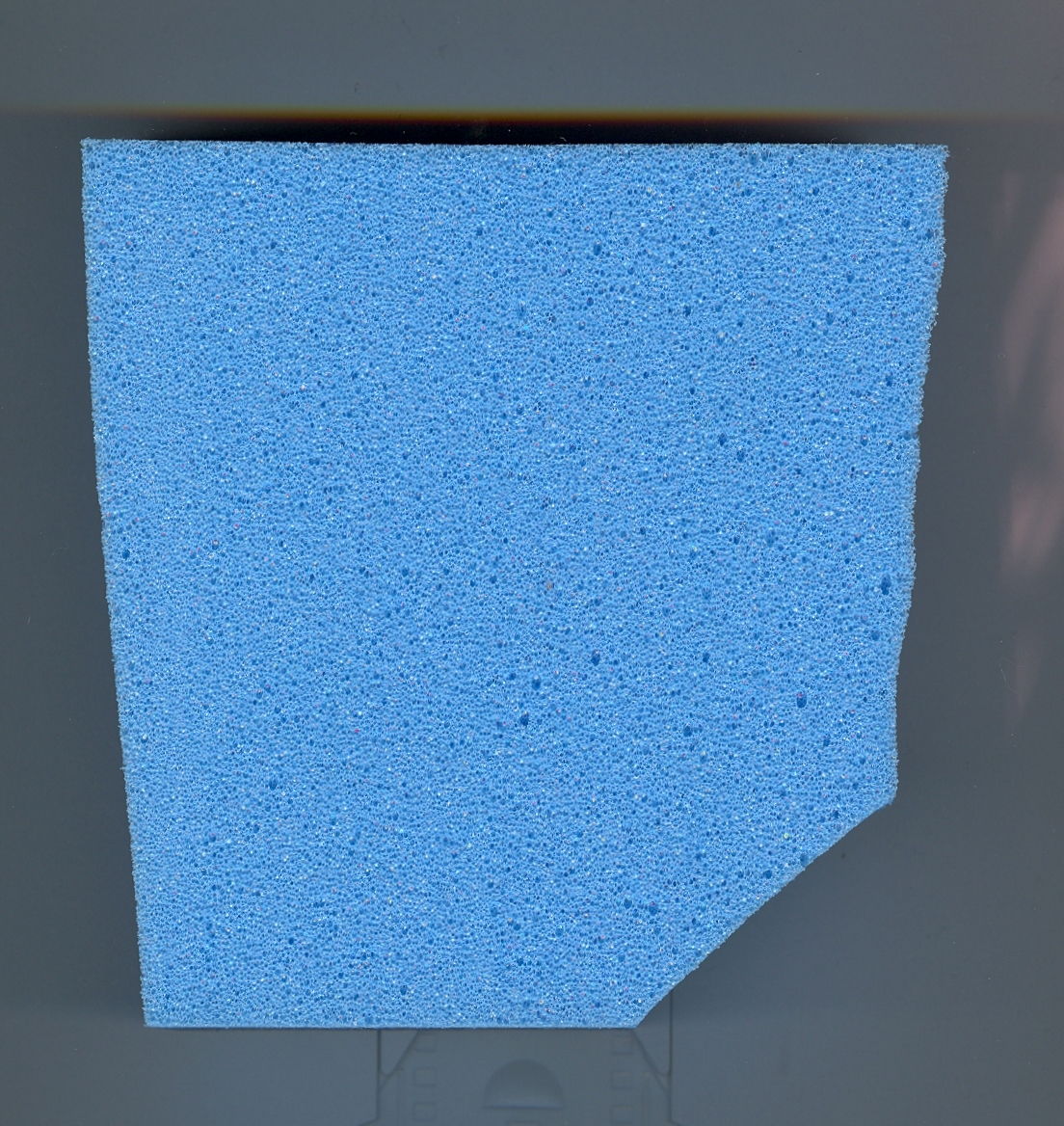
Metzeler Schaum

Die neu gegründeten Teilgesellschaften der ehemaligen Metzeler AG entwickelten sich in den Folgejahren zu erfolgreich operierenden Unternehmen: Metzeler gehört heute zu den weltweit führenden Marken für Motorradreifen, mit einem Marktanteil von über 30 % in Deutschland. Die Leser der Zeitschrift Motorrad wählten Metzeler 2006 und 2008 zum „Best Brand“ im Segment Reifen. Die Metzeler Schaum GmbH gehört heute mit 500 Beschäftigten zur British Vita Group. Ebenfalls zu Vita gehört das 1989 neu gegründete Unternehmen Metzeler Plastics GmbH.
Die Metzeler Automotive Profile Systems GmbH hat sich inzwischen zu einem Marktführer im Bereich Karosserie-Dichtungen entwickelt. Nach mehreren Voreigentümern ist seit März 2000 der Private-Equity-Fonds CVC Hauptaktionär. Im Jahr 2007 wechselte der Eigentümer erneut. Ein Wettbewerber, Cooper-Standard Automotive, mit Sitz in den USA übernahm die Metzeler Automotive Profile Systems GmbH. Seit dem 1. Oktober 2013 firmiert sie als Cooper Standard GmbH.